# Liv och lära; läraren, ledaren, kämpen
Liv och lära; läraren, ledaren, kämpen är en svensk biografisk bok utgiven på Frams förlag 1925 i Stockholm om Vladimir Lenin i anledning av dennes död. Den inleds med två förord. Ett av Nils Flyg skrivet i Stockholm 24 oktober 1924. Och ett förord Den store upprorsmannen av Kamenev. Därefter följer sju kapitel:
I. Levnadsteckning
II. Teoretikern
III. Partiuppbyggaren
IV. Taktikern
V. Revoltens anförare
VI. Revolutionären-statsmannen
VII. Kommunistiska internationalens ledare.
Första kapitlet innehåller Nadezjda Krupskajas tal på II:a Rådskongressen för Sovjetunionen samt en avslutning av Zinovjev benämnt Sex dagar som vi aldrig skola glömma. Zinovjev avslutar också fjärde kapitlet med uppsatsen Lenins död och leninisternas uppgifter. Kapitel tre avslutas av Josef Stalins beskrivning av Lenin som Organisatorn och ledaren av R. K. P. I det sjunde och sista kapitlet har både Trotskij och Bucharin skrivit var sitt avsnitt. Trotskij om Lenin som nationell typ och Bucharin om Lenin - kamraten.
Boken innehåller många fotografier från Lenins barndom och liv. Många av hans egna texter refereras liksom flera av hans tal i olika sammanhang. Boken har 392 sidor.